# Ketandan (Dagangan)
Ketandan is een bestuurslaag in het regentschap Madiun van de provincie Oost-Java, Indonesië. Ketandan telt 3782 inwoners (volkstelling 2010).